# Blasius Merrem
Blasius Merrem  (Bremen, Alemania, 4 de febrero de 1761-Marburgo, Alemania, 23 de febrero de 1824) fue un naturalista, zoólogo, ornitólogo, matemático y herpetólogo alemán. En 1804 fue nombrado profesor de economía política y botánica en la Universidad de Marburgo.

## Biografía
Merrem nació en Bremen, hijo de Maria Berg y Johann Theodor Merrem, comerciante. Merrem se dedicó en un principio al sacerdocio y estudió el árabe, el griego y el latín. Se matriculó en 1778 en la Universidad de Gotinga, donde bajo la influencia de Johann Friedrich Blumenbach descubrió la zoología y particularmente la ornitología. 
Emprendió una amplia publicación sobre la taxonomía de las aves pero solo se publicaron unos fragmentos. Para ganarse la vida, Merrem se vio obligado a dar clases particulares de zoología, agricultura y matemáticas puras en la Universidad de Gotinga. En 1785, fue nombrado profesor en Duisburg, pero tenía que completar su pequeño salario dando clases particulares de matemáticas y de física, lo que le dejaba poco tiempo para la zoología.En 1794 se convirtió en profesor de ciencia fotográfica en la Universidad de Duisburg. En 1804 trabajó como profesor público de economía, ciencias camerales y financieras en la Universidad de Marburgo. El 29 de diciembre de 1804 se hizo miembro del Instituto Económico del Estado; su cabecera en 1807, 1813, 1818. Ejerció como profesor de Botánica con traslado simultáneo de la dirección del Jardín Botánico (este último de 1805 hasta 1810). Durante un semestre de 1807 fue profesor titular de Ciencias políticas e Historia natural y Director del Instituto Zoológico durante un semestre de 1819 .
Los problemas por los que atravesaba Europa a finales del siglo XVIII le impidieron llevar a buen puerto su proyecto de grandes monográficos sobre aves o reptiles.

## Su obra
A pesar de morir en la indiferencia y la miseria, su impacto sobre la ornitología fue considerable. Sus trabajos de taxonomía fueron muy vanguardistas para su época.  
Tentamen Systematis Naturalis Avium, publicado en Berlín en 1816 (en Abhandlungen Akad. Wiss. Berlin 1812-1813: Phys. Kl.), pueden ser considerados como el punto de partida de la taxonomía moderna. 
Fue él, por ejemplo, quien separó primeramente los Struthioniformes y los Carinatae (grupo de aves que incluía los extintos Ichthyornis y los actuales Neornithes); pero fue incapaz de distinguir los vencejos de las golondrinas, como muchos de sus contemporáneos. También descubrió los sacos pulmonares.
Publicó en 1790 Beiträge zur Geschichte der Amphibien donde describió numerosas especies de una forma muy precisa y con buenas ilustraciones. Aunque se atribuye a Pierre André Latreille la creación de la clase de los anfibios, Merrem los separó de los reptiles diez años antes. Teniendo en cuenta la calidad de su obra, superior a la de sus contemporáneos como Bernard de Lacépède (1756-1825), fue una lástima que Merrem no pudiese terminar sus proyectos.
Influenciado por Blumenbach y por Peter Simon Pallas, trató de reconciliar dos corrientes opuestas en aquellos tiempos: la de Lineo y la de Buffon. Empleó el sistema de nomenclatura binominal del primero pero sin limitarse a un solo criterio anatómico y adoptando un enfoque más morfológico propio del segundo.
Merrem es honrado en los nombres científicos de dos serpientes sudamericanas: la subespecie Erythrolamprus miliaris merremi, y la especie Xenodon merremii.

## Abreviatura (zoología)
La abreviatura Merrem  se emplea para indicar a Blasius Merrem como autoridad en la descripción y taxonomía en zoología.

- La abreviatura «Merrem» se emplea para indicar a Blasius Merrem como autoridad en la descripción y clasificación científica de los vegetales.[5]